# Пюто-ан-Бессен
Пюто́-ан-Бессе́н (фр. Putot-en-Bessin) — коммуна во Франции, находится в регионе Нижняя Нормандия. Департамент коммуны — Кальвадос. Входит в состав кантона Тийи-сюр-Сёль. Округ коммуны — Кан.
Код INSEE коммуны — 14525.

## Население
Население коммуны на 2010 год составляло 389 человек.
| 1962 | 1968 | 1975 | 1982 | 1990 | 1999 | 2010 |
| ---- | ---- | ---- | ---- | ---- | ---- | ---- |
| 284  | 257  | 259  | 272  | 295  | 331  | 389  |

## Экономика
В 2010 году среди 278 человек трудоспособного возраста (15—64 лет) 204 были экономически активными, 74 — неактивными (показатель активности — 73,4 %, в 1999 году было 69,6 %). Из 204 активных жителей работали 196 человек (102 мужчины и 94 женщины), безработных было 8 (3 мужчин и 5 женщин). Среди 74 неактивных 35 человек были учениками или студентами, 24 — пенсионерами, 15 были неактивными по другим причинам.